# Samuel Preiswerk
Samuel Preiswerk (Rümlingen, 19 de septiembre de 1799 - Basilea, 13 de enero de 1871) fue un teólogo reformado suizo, pastor y escritor de himnos. Fue abuelo materno del psicólogo y psiquiatra Carl Gustav Jung, además de profesor del padre de este último, Paul Achilles Jung, cuando estudió hebreo en la Universidad de Basilea.

## Biografía
Preiswerk estudió en Basilea y Erlangen. Durante sus estudios se convirtió en miembro de la fraternidad Erlangen en el semestre de invierno de 1821/22. En 1822 se hizo cargo de un vicariato en Biel-Benken. Dos años más tarde llegó a ser pastor en un orfanato y en 1828 maestro en una casa misionera. Durante este tiempo escribió algunos himnos que más tarde lo hicieron conocido internacionalmente.
En 1830 se convirtió en pastor en Muttenz. Pero pronto fue destituido de su cargo porque se negó a rezar por la revolución.
Fue profesor de la Escuela Teológica de la Sociedad Protestante en Ginebra en 1834. Su Hebräische Grammatik (Gramática hebrea), escrita en francés, fue publicada allí en cuatro ediciones. Debido a que no quería renunciar a los contactos con los representantes del irvingianismo, dejó la Sociedad en 1837.
Se trasladó a Basilea y en 1839 llegó a ser profesor de lengua y literatura hebrea y en 1840 pastor de la Leonhardskirche. A partir de 1859 fue pastor de la parroquia de Münster, donde se convirtió en Antistes, jefe de la iglesia municipal y del sistema escolar. De 1838 a 1843 publicó en Basilea la revista Das Morgenland. Altes und Neues für Freunde der Heiligen Schrift. En 1860 la Universidad de Basilea le nombró doctor honoris causa en teología.

## Obra (selección)
- Grammaire hébraïque précédé d'un précis historique sur la langue hébraïque.
- Paradigmes du verbe parfait, des verbes imparfaits et des noms de la langue hébraïque, extraits de la grammaire hébraïque.
- Die Sach ist dein, Herr Hesu Christ (1829; MG 427).